# Guy Vassal (dramaturge)
Pour les articles homonymes, voir Guy Vassal.
Guy Vassal est un dramaturge français né à Toulouse le 8 mars 1941 et mort à Nîmes le 13 novembre 2022,.

## Biographie
Né en 1941 à Toulouse, il suit les cours de Charles Dullin.
À 20 ans, dans le cadre de la guerre d'Algérie, il rejoint la distribution de la mise en scène d'Antigone par Jean Vilar. En 1963, il écrit sa première pièce, Le Temps des troubadours,  qui évoque la croisade des Albigeois. Sollicité par la télévision, il porte à l'écran plusieurs réalisations, dont L'Affaire Calas.
Des années 1970 à 2000, il crée et dirige des festivals à Albi, Aigues-Mortes, Carcassonne ou Lattes. En parallèle, il mène une « activité militante de décentralisation théâtrale » et crée le théâtre populaire des Cévennes,. Outre quelques mises en scène (comme celle des Grappes de ma vigne de Gaston Baissette), il s'adonne à l'écriture romanesque ; il publie ainsi La Boussole en 2006.

## Œuvres
- La Dame fantôme, Pézenas, Domens, 2001  (ISBN 2-910457-84-2).
- La Boussole : des confins de la Sibérie à Versailles avec le messager de Lapérouse, Paris, Éditions de Paris, 2006  (ISBN 2-84621-085-3).
- Coup de balai pour Don Juan, Paris, Librairie théâtrale, 2015  (ISBN 978-2-7349-0577-6).
- Mam'zelle Désir, que diable !, Domens, 2017  (ISBN 978-2-35780-082-3)  — roman fondé sur la vie de la chanteuse d'opérette Louise Désir.
- La Guerre des Demoiselles, 1975